# Faro del monte Igueldo
El faro del monte Igueldo es un faro que está situado en el barrio de Igueldo, en San Sebastián (Guipúzcoa, España).

## Historia
En el siglo XVI ya se daba en este lugar una señal luminosa para indicar a los navegantes la costa y evitar posibles naufragios.
En el año 1748 y a partir de la inauguración de un torreón diseñado como faro, se le da el nombre de la "Farola". Funcionaba con leña, estaba a 180 m s. n. m., tenía un fanal de 24 pabilos y se encendía entre los meses de septiembre a mayo, el alcance era de 9 leguas, unos 50 kilómetros, y su luz era fija. Este faro fue abandonado debido a los daños sufridos por las Guerras Carlistas (la histórica "Farola" es hoy un mirador de la ciudad).
El actual faro se construyó entre 1854 y 1855 según proyecto del ingeniero Manuel Peironcely Maroto en las laderas del monte Igueldo y se encuentra a una altitud de 134 m s. n. m. siendo una razón para rebajar la cota las dificultades añadidas que la niebla provocaba sobre el anterior. El proyecto disponía de un presupuesto de 202.375 reales. Su primera luz fue producida con aceite y parafina y tenía un alcance luminoso de 23 millas. 
En 1916 se introdujeron cambios para que funcionara con petróleo. En 1918 se electrifica, en 1912 el pueblo de Igueldo encarga al arquitecto Luis Elizalde refacciones, incorporándose una planta con amplias ventanas y una terraza (desde ella se puede observar la ciudad de San Sebastián y el paisaje), y en 1929 se renueva su destellador, aumentando su alcance.
Una curiosidad asociada a este lugar está en la figura del escritor José María Salaverría que, nacido en Vinaroz, su familia, oriunda de Guipúzcoa, se trasladó aquí cuando su padre, torrero de profesión, fue destinado al mismo.